# Hélène Schapiro
Pour les articles homonymes, voir Schapiro.
Pour les articles homonymes, voir Lichtig.
Esther Schapiro dite Hélène Schapiro (née Lichtig) (28 avril 1918, Varsovie, Pologne - 29 février 2000, Saint-Maur-des-Fossés) est une Française juive d'origine polonaise, déportée à Auschwitz le 29 avril 1944, par le convoi no 72, puis plus tard à Bergen-Belsen qui survit à la Shoah et devient un témoin.

## Biographie
Esther Hélène Lichtig naît le 28 avril 1918 à Varsovie en Pologne,,, à Varsovie en Pologne,,,,.
Son père, Mendel Lichtig s'installe à Paris, quelques années avant la venue de sa famille.
En 1925, Hélène Schapiro a 9 ans quand elle arrive, à Paris, avec sa mère et ses 4 frères et sœurs. Son père, Mendel Lichtig, est né le 14 mai 1888, à Nowy Korczyn, en Pologne. Sa mère, Dora Lichtig (née Groszinger), est née le 1er novembre 1879 à Varsovie, en Pologne.
À Paris, Hélène Schapiro se fait appeler Hélène Lichtig. Elle n'a pas encore 15 ans, quand elle quitte l'école, pour travailler avec son père.
Avec son frère, Charles Lichtig, elle est championne d’Europe de danse de salon dans la catégorie amateur.

### Seconde Guerre mondiale
En 1942, la sœur aînée d'Hélène Schapiro est raflée près de Megève et déportée.
Hélène Schapiro, sa sœur Arlette (Alba) et ses parents quittent Paris et s'installent à Donzenac en Corrèze. Ils s'y cachent jusqu’au début de mars 1944. Ils sont alors arrêtés et amenés au lycée de Brive-la-Gaillarde et ensuite à la caserne de Périgueux, puis transportés au Camp de Drancy.

### Déportation
Mendel Lichtig (56 ans), Dora Lichtig (65 ans), Alba Lichtig (23 ans) et Esther (Hélène) Schapiro (28 ans) sont déportés dans le même convoi no 72, en date du 29 avril 1944, du Camp de Drancy vers Auschwitz. Leur dernière adresse est à Donzenac, en Corrèze. Alba Lichtig est née le 27 décembre 1920, à Varsovie, en Pologne. Alba avait été arrêtée à Perpignan, les autres à Périgueux.
Dès l'arrivée à Birkenau, sa mère, Dora Lichtig, est envoyée à la chambre à gaz. Esther et Alba (Arlette), sont envoyées dans un commando chargé de la construction de routes.
Hélène Schapiro, attrape la scarlatine mais une détenue lui obtient des médicaments d’un médecin.
En décembre 1944, elle participe à la démolition des crématoires. Elle prend le dernier train qui part d’Auschwitz pour Bergen-Belsen, échappant à la marche de la mort.
À Bergen-Belsen, elle est atteinte du typhus et Alba (Arlette) Lichtig du « flectyphus » (scarlatine et typhus).

### Libération
Le 15 avril 1945, l'armée britannique et l'armée canadienne libèrent Bergen-Belsen. sa sœur Alba (Arlette) meurt peu de temps après.
Atteint de dysenterie, Hélène Schapiro reçoit de l'aide de prisonniers français qui lui procurent du riz et du pain.
Elle est rapatriée à Paris, fin mai 1945.
Elle retrouve son frère Sylvain, fait prisonnier de guerre en 1941. Ils sont les seuls survivants de leur famille.
L'Œuvre de secours aux enfants (OSE) s'occupe d'elle. Elle passe plusieurs mois dans la Creuse pour récupérer.
Elle obtient la nationalité française en 1947.

### Famille
Mariée en 1947, elle perd un premier enfant, puis a un fils en 1949 puis un deuxième en 1954.

### Mort
Hélène Schapiro meurt le 29 février 2000 à Saint-Maur-des-Fossés dans le Val-de-Marne,à l'âge de 81 ans.